# Houghton Hall

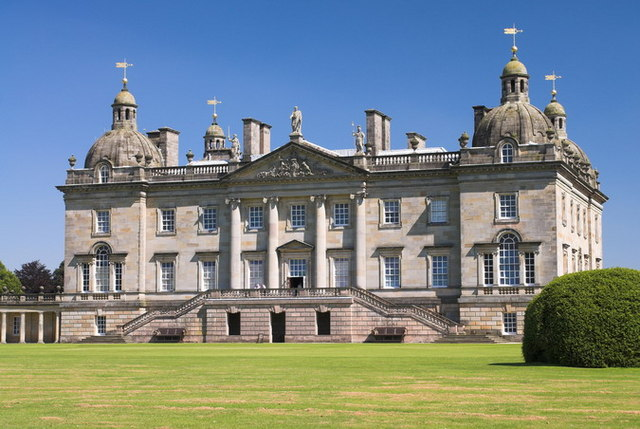
La fachada de Houghton Hall en 2007.

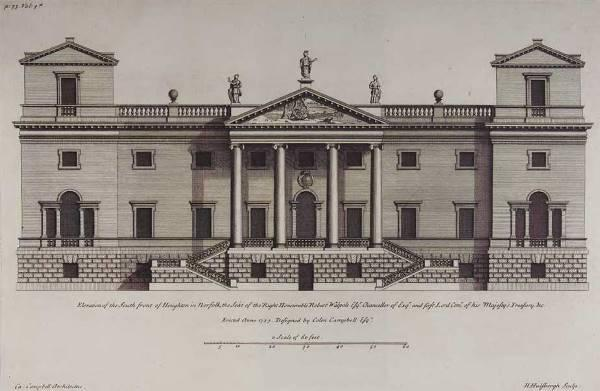
La fachada de Houghton Hall en el Vitruvius Britannicus de Colen Campbell. Las torres de las esquinas fueron sustituidas por cúpulas en el diseño final.

Houghton Hall (AFI: [ˈhaʊtən 'hɔːl]) es una country house situada justo al norte de Houghton en Norfolk, Reino Unido. Es la residencia de David Cholmondeley, séptimo marqués de Cholmondeley.
Fue construido por el de facto primer primer ministro del Reino Unido, Sir Robert Walpole, y es un edificio fundamental en la historia de la arquitectura palladiana en Inglaterra. Es un monumento clasificado de Grado I rodeado por 400 hectáreas de zonas verdes adyacentes a Sandringham House.
El bloque principal de la casa tiene forma rectangular, con un sótano rústico en la planta baja, un piano nobile, una planta de dormitorios y áticos. También hay dos alas laterales más bajas unidas al bloque principal por columnatas. Al sur de la casa hay un edificio cuadrangular separado que alberga los establos.
El exterior es a la vez grandioso y moderado, construido en piedra blanca plateada de grano fino. Las cúpulas diseñadas por Gibbs resaltan cada esquina. En línea con las convenciones palladianas, los interiores son mucho más coloridos, exuberantes y opulentos que los exteriores.
La zona verde que rodea Houghton Hall fue rediseñada en el siglo XVIII por Charles Bridgeman. En este proceso, se demolió el pueblo de Houghton y se reconstruyó fuera del parque, con la excepción de la iglesia parroquial medieval, que fue restaurada concienzudamente.

## Historia

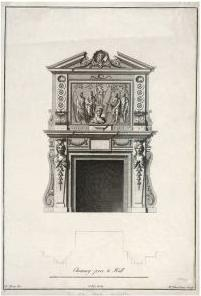
Dibujo de un elemento interior de Houghton Hall (1735) conservado en el Museo de Victoria y Alberto.

Este nuevo edificio se construyó en el lugar de las anteriores casas de la familia Walpole. La construcción empezó en 1722 y se completó en 1735. Walpole era un anfitrión extravagante; las fiestas de caza con los gentry de Norfolk duraban varias semanas. Eran comunes las visitas de la realeza y de sus compañeros políticos, particularmente de los miembros de su gabinete, que celebraban sus reuniones en Houghton Hall cada primavera durante un período de tres semanas. Estas reuniones eran conocidas como el Norfolk Congress. Houghton también pretendía ser el lugar permanente para más de cuatrocientos de sus cuadros de los Antiguos Maestros, incluidas obras de Van Dyck, Poussin, Rubens, Rembrandt y Velázquez.
Sir Robert Walpole se convirtió en el primer conde de Orford en 1742. La propiedad del edificio pasó a su hijo y a su nieto, el segundo y el tercer conde. Tras la muerte del tercer conde en 1791, volvió a su tío, el cuarto conde de Orford, Horace Walpole. Tras su muerte en 1797, la propiedad pasó a la familia de su hermana, Lady Mary, condesa de Cholmondeley, que murió con solo 26 años en 1731, más de 65 años antes.
La hija de Sir Robert Walpole, Mary, se había casado con George Cholmondeley, tercer conde de Cholmondeley. Houghton Hall fue modificado y mantenido por la familia Cholmondeley a lo largo de un lapso de generaciones. El Coronel Robert Walpole tomó prestado un libro sobre el Arzobispo de Bremen de la biblioteca del Sidney Sussex College en 1667 o 1668. Este libro fue descubierto en Houghton a mediados de la década de 1950, y se devolvió a la biblioteca con un retraso de 288 años.
La casa ha permanecido mayoritariamente sin alteraciones a pesar de la pasión victoriana por remodelar y redecorar. Houghton todavía pertenece al marqués de Cholmondeley, y algunas partes de la estructura y los terrenos están abiertos al público durante todo el año.

### Arte

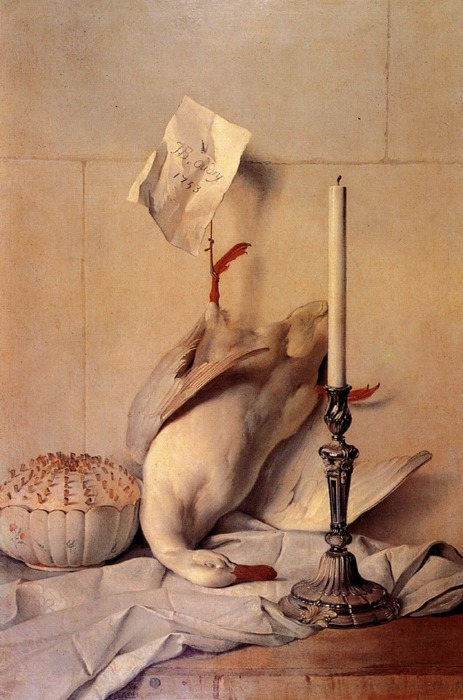
El pato blanco de Jean-Baptiste Oudry, que fue robado de Houghton Hall en 1990.

Houghton albergó antiguamente parte de la gran colección de cuadros de Robert Walpole, que su nieto el tercer conde de Orford vendió en 1779 a Catalina la Grande de Rusia para pagar parte de la deuda acumulada de la propiedad. En la actual colección de pinturas está incluido el óleo de Thomas Gainsborough de su propia familia, Thomas Gainsborough, con su esposa y su hija mayor, Mary (1751-1752). También era digna de mención la colección de Walpole de bustos romanos de mármol.
A principios de la década de 1990, el cuadro Mujer con una ardilla y un estornino de Hans Holbein el Joven (1528) fue retirado de las paredes de Houghton, donde había estado colgado desde 1780. Se puso a subasta para recaudar dinero para pagar los impuestos de sucesión y para el mantenimiento de la casa y los terrenos. Finalmente, las negociaciones condujeron a la venta del cuadro a la National Gallery por 17 millones de libras libres de impuestos debido a los incentivos especiales que hay en Inglaterra para la venta de obras de arte que están consideradas tesoros nacionales.
En el siglo XXI, el aumento de los precios en el mercado del arte ha puesto enormes tentaciones en las antiguas familias con importantes colecciones. En años recientes, los Cholmondeleys han transferido la propiedad de varias obras al Museo de Victoria y Alberto en lugar de impuestos. El 8 de diciembre de 1994 se celebró en Christie's de Londres una importante venta de cuadros, muebles, plata y objetos de arte de Houghton valorados en 23 millones de dólares, con la intención de establecer un fondo de dotación para la conservación futura del edificio. Sin embargo, es poco probable que los propietarios vendan algunas obras de arte, como el retrato de William Hogarth de la familia Cholmondeley, que permanece expuesto en Houghton; pero el marqués admite que es muy consciente de que el riesgo de robo no es despreciable ni negociable. El Pato blanco de Jean-Baptiste Oudry, robado de la colección Cholmondeley en 1990, aún no ha aparecido.

### Jardines

Sección transversal de un ha-ha hundido como los dispuestos por Charles Bridgeman en los jardines de Houghton Hall.

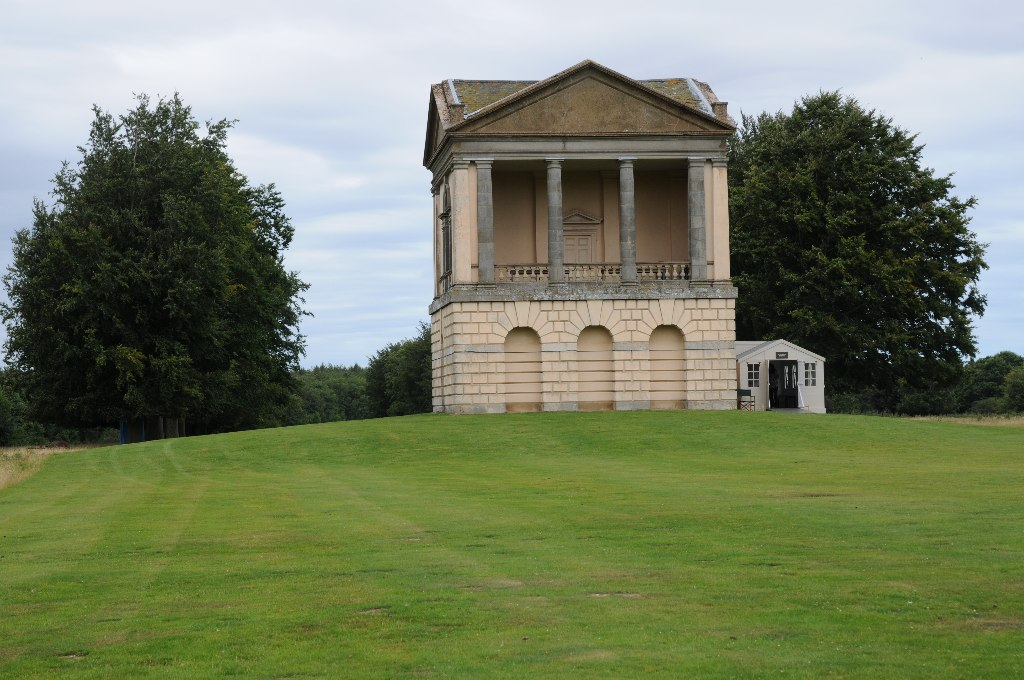
La torre de agua.

El proyecto de Charles Bridgeman para el parque de Houghton se conserva casi intacto. Sus «retorcidos caminos salvajes» fueron despejados a principios del siglo XVIII, y se han mantenido así desde entonces. Bridgeman sustituyó la geometría formal de avenidas que se cruzan entre sí con bloques de bosques y jardines que, tal y como lo veía él, eran más apropiados para complementar la convincente declaración arquitectónica de Houghton Hall.
Los muros ha-ha de Houghton fueron un elemento innovador acreditado a Bridgeman. En su Essay upon Modern Gardening de 1780, Horace Walpole explicó: «El terreno contiguo al parque se iba a armonizar con el césped de dentro; y el jardín a su vez se iba a liberar de su estricta regularidad, ya que se confundiría con el campo más salvaje de fuera del jardín».
Robert Walpole construyó una torre de agua (1731–1732) con el aspecto de un capricho arquitectónico, que fue diseñada por Henry Herbert, noveno conde de Pembroke. Fue restaurada en 1982 y es un monumento clasificado de Grado I.
En este contexto bien establecido, en los últimos años David Cholmondeley, séptimo marqués de Cholmondeley, ha encargado varias esculturas contemporáneas para el exterior de la casa. Al oeste de la casa hay un círculo de pizarra de Cornualles situado al final de un camino segado a través de la hierba. Esta obra de land art fue diseñada por el escultor británico Richard Long.
El artista estadounidense James Turrell diseñó Skyspace para Houghton. Esta construcción se presenta desde el exterior como un edificio elevado sobre pilotis revestido de madera de roble. Desde el interior de la estructura, el punto de vista del espectador es dirigido hacia arriba y su atención es atraída inevitablemente a contemplar el cielo enmarcado por el techo abierto.
The Sybil Hedge («El seto de Sybil») es otro capricho situado cerca. Está basado en la firma de la abuela del actual marqués, Sybil Sassoon. La artista escocesa Anya Gallaccio diseñó una estructura de mármol con forma de sarcófago situada al final de un camino; cerca hay un seto que está plantado de manera que forma la firma de Sybil.
Hay un jardín de vegetales de 20 000 m² situado más allá de los establos. Con el paso del tiempo, su zona productiva había sido reducida en tamaño, y el recinto estaba principalmente cubierto de césped. En 1996 se rediseñó el recinto. Este esfuerzo fue recompensado en 2007, cuando fue nombrado «jardín del año» por la Historic Houses Association. Varios setos de tejo dividen el espacio en una cuadrícula formal de zonas discretas o «habitaciones», cada una de las cuales pretende provocar un diferente interés y estado de ánimo. Los setos, algunos de ellos cortados con lazos, dan altura y forma al espacio. Entre las habitaciones del jardín hay un recinto italiano con parterres rectangulares, un jardín formal de rosas dispuestas en un patrón basado en los techos de la casa, un jardín francés de limas arrugadas y ciruelos, y un campo de croquet. El artista danés Jeppe Hein creó una escultura/fuente Water Flame («Llama de agua») para este jardín de vegetales. En todas las estaciones, este chorro de agua coronado por una bola de llamas representa un capricho del siglo XXI en una menor escala que las obras contemporáneas situadas fuera de los muros del jardín.
En 2015, James Turrell creó una iluminación artística de Houghton House como parte del festival LightScape que celebra la casa y los jardines.

### Soldados en miniatura
El edificio de establos de Houghton Hall alberga la Colección Cholmondeley de Soldados en Miniatura, situada previamente en el Castillo Cholmondeley y trasladada a Houghton Hall en 1980 poco después de que abriera al público. La colección fue empezada en 1928 por el sexto marqués, ampliada durante toda su vida, y actualmente contiene unas veinte mil figuras.